# Ilie Ceaușescu
Ilie Ceaușescu (* 8. Juni 1926 in Scornicești, Rumänien; † 1. Oktober 2002 in Bukarest) war ein rumänischer Generalleutnant und Historiker.
Der jüngere Bruder des Staats- und Parteichefs Nicolae Ceaușescu hatte zunächst erfolglos versucht, als Auszubildender in eine Fabrik in Bukarest aufgenommen zu werden, wurde aber aus Platzgründen abgelehnt. Ilie kehrte daraufhin in sein Heimatdorf zurück und bewirtschaftete das Familiengut. 1946 wurde er Mitglied der Rumänischen Kommunistischen Partei (RKP) und betätigte sich in der Wahlpropaganda. Anschließend war er bis 1950 als Kassierer in der dörflichen Verbraucherkooperative angestellt. Von 1955 bis 1959 studierte er an der Militärakademie von Bukarest und wurde 1969 in Geschichte promoviert. Sein militärischer und politischer Aufstieg und Sturz war mit dem seines Bruders verbunden. Nach dessen Ernennung zum Generalsekretär der RKP 1965 diente ihm Ilie Ceaușescu bis 1989 als stellvertretender Verteidigungsminister. Nach dem Tod des Verteidigungsministers Vasile Milea während der Revolution im Dezember 1989 fungierte Ilie Ceaușescu für einige Tage als amtierender Minister, bis General Stănculescu seine Verhaftung anordnete. Er wurde zudem als Herausgeber mehrerer militärhistorischer Abhandlungen aufgeführt (unter anderem eine mehrbändige Militärgeschichte des rumänischen Volkes), in denen er teilweise stark umstrittene Thesen veröffentlichte (beispielsweise Nichtorganisierter Staat, 200-Tage-These).